# J'irai mourir dans les Carpates
Pour plus de détails, voir Fiche technique et Distribution.
J'irai mourir dans les Carpates est un film français coécrit et réalisé par Antoine de Maximy, sorti le 16 septembre 2020. Il s'agit d'une fiction inspirée de la série télévisée documentaire J'irai dormir chez vous. Le film est en partie développé grâce à une campagne de financement participatif sur KissKissBankBank.

## Synopsis
Parti tourner un épisode de J'irai dormir chez vous, Antoine de Maximy est victime d'un accident de la route dans les Carpates et est porté disparu. La plupart de ses bagages sont retrouvés et notamment ses cassettes DV. À Paris, sa monteuse habituelle chez Bonne Pioche, Agnès, décide de visionner les 40 heures de rushes qu'il a tournés. Elle suspecte très vite quelque chose de louche. Elle va mener l'enquête avec l'aide d'un policier atypique, le lieutenant Laurent Laugier.

## Fiche technique
Sauf indication contraire, les informations mentionnées dans cette section peuvent être confirmées par la base de données cinématographiques Unifrance,  présente dans la section « Liens externes ».
- Titre original : J'irai mourir dans les Carpates
- Réalisation : Antoine de Maximy
- Scénario : Antoine de Maximy et Thomas Pujol
- Musique : Xavier Polycarpe (Gush)
- Décors : Stéphane Perazzi
- Costumes : Valérie Mascolo
- Photographie : François Hernandez
- Montage : Stéphane Mazalaigue
- Production : Yves Darondeau et Julie Gayet
- Directeur de Production : Mat Troi Day
- Sociétés de production : Bonne Pioche et Rouge International ; France 2 Cinéma (coproduction)
- Sociétés de distribution : Apollo Films (France)
- Budget : 1,94 million d'euros
- Pays d'origine :  France
- Langues originales : français, anglais, roumain
- Format : couleur
- Genres : thriller, comédie dramatique et policière
- Durée : 96 minutes
- Dates de sortie :
  - Belgique et France : 16 septembre 2020

## Distribution
- Antoine de Maximy : lui-même
- Alice Pol : Agnès
- Max Boublil : le lieutenant Laurent Laugier
- Stéphan Wojtowicz : François
- Léon Plazol : Theo
- Alexandre Ionescu : Gregorian
- Lola Cès : Cathy
- Élodie Mareau : Solange
- Cynthia Tolleron : Pauline
- César Méric : Fred
- Anne-Sophie Lapix : elle-même
- Alex Vizorek : Franck

## Production

### Genèse et développement
Antoine de Maximy explique son idée pour ce film :

« Je me disais que je pouvais imaginer une enquête qu’on n’aurait pas pu écrire avant. D’où l’idée d’une fiction qui prendrait la forme d’une enquête à travers les images. Construire cette intrigue me passionnait. Sans vouloir m’y comparer évidemment, j’aime beaucoup les films Blow-Up et Blow Out dans lesquels on cherche à résoudre un mystère grâce aux photos pour l’un et au son pour l’autre. »

Il a vraiment voulu concrétiser ce projet en arrivant à l'âge de 60 ans. Malgré l'aide de ses producteurs Julie Gayet et Yves Darondeau, il peine cependant à trouver un financement : « Aucun partenaire financier n’était intéressé par le film. J’ai donc lancé un financement participatif, parcouru 6 000 kilomètres tout seul durant 3 semaines à travers la France pour défendre le projet lors de conférences et nous avons récolté 256 000 euros… C’est ce qui a déclenché tout le processus budgétaire, en montrant aux investisseurs qu’il y avait une demande du public ». Cela a permis de trouver un distributeur, Apollo Films, en plus du soutien de France Télévisions.
Antoine de Maximy explique avoir voulu situer l'intrigue dans les Carpates, après avoir tourné un épisode de J'irai dormir chez vous en Roumanie, diffusé le 9 décembre 2006. Il avait été très marqué par le décalage une fois sorti des grandes villes :

« Ça m’avait frappé. Et même si les choses ont complètement changé en quinze ans j’avais gardé cette image en tête. Et je me suis concentré sur les Carpates parce qu’elles s’étendent de la Roumanie à la Pologne en passant par de nombreux pays comme l’Ukraine. Cela donne un côté mystérieux, sans s’attacher à un pays particulier. »

### Attribution des rôles
Pour les personnages roumains, la production fait principalement appel à des comédiens de théâtre, habitués à jouer des pièces classiques comme celles de William Shakespeare mais peu présents au cinéma.

### Tournage
Pour les scènes simulant le tournage de l'émission, Antoine de Maximy utilise son matériel habituel. Toute l’équipe technique devait ainsi être cachée pour qu'Antoine de Maximy puisse faire des plans à 360 degrés avec ses trois caméras.

## Accueil

### Accueil critique
En France, le film obtient des critiques partagées, avec une note moyenne de 2,5⁄5 sur le site Allociné, qui recense 15 titres de presse.
Du côté des avis positifs, Olivier Delcroix du Figaro écrit notamment « Le film rappelle parfois les pérégrinations des comédies de Philippe de Broca, du Magnifique à L'Homme de Rio ou Les Tribulations d'un Chinois en Chine… En cela, Antoine de Maximy demeure un incorrigible optimiste. Voilà qui fait du bien en ces temps incertains ». Éric Mandel du JDD décrit le film comme « une comédie futée doublée d’un thriller qui brouille habilement les pistes entre fiction et documentaire ».
Certains critiques émettent des avis plus négatifs, comme Caroline Vié de 20 Minutes qui regrette un film qui « n’est pas à la hauteur de la sympathie qu’inspire son auteur, ni des ambitions de ce dernier ». Christophe Caron de La Voix du Nord écrit notamment « le « globe-squatteur » se frotte pour une fois à la fiction mais y perd en spontanéité et en effet de surprise ». François Léger du magazine Première écrit notamment « un pied dans le cinéma traditionnel et l’autre dans le faux docu, le film est compartimenté avec une discipline militaire et passe donc à côté de ce qu’on aurait aimé voir : un pur found footage façon Blair Witch dans les Carpates, sorte d’épisode maudit et inquiétant de J’irai dormir chez vous ». Dans Les Fiches du cinéma on peut lire « scénario incohérent, mise en scène inexistante et jeu abominable : souhaitons que cette première fois soit également la dernière ».

### Box-office
Le film sort dans le contexte troublé de la pandémie de COVID-19, sur fond de désaffection des salles.
Le 16 septembre 2020 (299 salles), il réalise 21 895 entrées pour son premier jour en salles. Après une semaine, il compte 50 838 entrées (dont 18 848 avant-premières). 88 755 spectateurs sont comptabilisés en 3 semaines d'exploitations.
| Pays ou région | Box-office     | Date d'arrêt du box-office | Nombre de semaines |
| -------------- | -------------- | -------------------------- | ------------------ |
| France         | 97 855 entrées | 30 octobre 2020            | 7                  |
| Total mondial  | 715 963 $      | -                          | -                  |